# Шарл Льоклер
Шарл Льоклер (на френски: Charles Leclerc) е пилот от Формула 1 от Монако, състезаващ се за Скудерия Ферари. Става шампион на GP3 сериите през 2016 и на Формула 2 през 2017 г.

### Заубер (2018 - 2018)
Льоклер прави дебюта си във Формула 1 през 2018 с отбора на Заубер – отбор, свързан с Ферари. По тази причина става част от академията за пилоти на Ферари. Заубер завършва на последна позиция в годината преди присъединяването на Льоклер и той има водеща роля за изкачването на отбора до осмата позиция при конструктурите.

### Ферари (2019 - понастоящем)
След като става най-добре представилият се пилот на Заубер, той се съгласява на договор с отбора на Ферари за сезон 2019, в който се състезава заедно със Себастиан Фетел. Льоклер става вторият най-млад пилот, класирал се на първа стартова позиция по време на първия си сезон с Ферари в Бахрейн. В същия сезон Льоклер записва и първата си победа в състезание на пистата Спа-Франкоршан в Белгия. Той печели FIA Pole Trophy за най-много полпозишъни през сезон 2019 г., което го прави най-младият пилот, който я печели. През 2022 г. Льоклер отново печели наградата, като завършва на 2-ро място след шампиона Макс Верстапен в Световния шампионат за 2022 г.
Шарл Льоклер печели 5 състезания и постига 23 полпозишъна. Той печели първия си Голям шлем в кариерата през 2022 г. в Гран при на Австралия. Договорът на монаканеца е подновен през 2024 г., но подробностите и продължителността са неизвестни.
На 26 май 2024 г. Льоклер печели надпреварата в Монако, прекъсвайки серията от седем години без първо място.
На 1 септември 2024 г. Льоклер печели Гран при на Италия след стратегията с едно спиране в бокса. Това е първата победа на Ферари у дома след първата победа на Льоклер в Монца през 2019 г.
До края на сезон 2024 съотборник му е Карлос Сайнц-младши – син на легендарния пилот от Световния рали шампионат Карлос Сайнц.
От 2025 г. негов съотборник в Скудерията е 7-кратният световен шампион Луис Хамилтън.

## Личен живот
Живее в родния си град Монте Карло, Монако. Общо са 3 деца в семейството, като той е средното. Големият му брат Лоренцо e бизнесмен, като той е най-добър приятел с Жул Бианки, който губи живота си след катастрофа по време на Гран при на Япония 2014г. По-малкият му брат Артър също се състезава. През 2023 г. се състезава във Формула 2, обаче от 2024 г. се състезава в италианския GT шампионат.
Майка му е фризьорка и притежава салон в Монте Карло, а баща му е бивш Формула 3 пилот през 90-те години на XX век. По време на Формула 2 сезон 2017 г. баща му умира дни преди Гран при на Баку. Шарл Льоклер печели състезанието и го посвещава на баща си.
Настоящата му приятелка Александра Сен Мльо се занимава с изкуство, като през лятната пауза на 2023 г. връзката им става публична.
През 2023 г. монаканецът публикува 3 пиано песни. Той споделя, че през свободното си време обожава да свири на пиано.
Шарл Льоклер е модно лице на Армани. В интервюта споделя, че един ден иска да създаде собствен бранд дрехи.

## Кариерна статистика
| Сезон | Серии                                   | Отбор                 | Състезания | Победи     | Първа стартова позиция | Най-бързи обиколки | Подиуми    | Точки      | Позиция    |
| ----- | --------------------------------------- | --------------------- | ---------- | ---------- | ---------------------- | ------------------ | ---------- | ---------- | ---------- |
| 2014  | 2014 Формула Рено 2.0 Алпс              | Фортек Моторспортс    | 14         | 2          | 1                      | 0                  | 7          | 199        | 2-ри       |
| 2014  | 2014 Еврокъп Формула Рено 2.0           | Фортек Моторспортс    | 6          | 0          | 0                      | 0                  | 3          | 0          | Незавършил |
| 2015  | 2015 ФИА Формула 3 Европейски шампионат | Ван Амерсфурт Рейсинг | 33         | 4          | 3                      | 5                  | 13         | 363.5      | 4-ти       |
| 2015  | 2015 Гран При на Макао                  | Ван Амерсфурт Рейсинг | 1          | 0          | 0                      | 0                  | 1          |            | 2-ри       |
| 2016  | Формула 1                               | Скудерия Ферари       | Тест пилот | Тест пилот | Тест пилот             | Тест пилот         | Тест пилот | Тест пилот | Тест пилот |
| 2016  | Формула 1                               | Хаас Ф1               | Тест пилот | Тест пилот | Тест пилот             | Тест пилот         | Тест пилот | Тест пилот | Тест пилот |
| 2016  | 2016 GP3 Серии                          | АРТ Гран При          | 18         | 3          | 4                      | 4                  | 8          | 202        | 1-ви       |
| 2017  | Формула 1                               | Скудерия Ферари       | Тест пилот | Тест пилот | Тест пилот             | Тест пилот         | Тест пилот | Тест пилот | Тест пилот |
| 2017  | Формула 1                               | Заубер Ф1             | Тест пилот | Тест пилот | Тест пилот             | Тест пилот         | Тест пилот | Тест пилот | Тест пилот |
| 2017  | ФИА Формула 2                           | Према Рейсинг         | 22         | 7          | 8                      | 4                  | 10         | 282        | 1-ви       |
| 2018  | Формула 1                               | Алфа Ромео Заубер Ф1  | 21         | 0          | 0                      | 0                  | 0          | 39         | 13-и       |
| 2019  | Формула 1                               | Скудерия Ферари       | 19         | 2          | 7                      | 4                  | 10         | 264        | 4-ти       |
| 2020  | Формула 1                               | Скудерия Ферари       | 17         | 0          | 0                      | 0                  | 2          | 98         | 8-ми       |
| 2021  | Формула 1                               | Скудерия Ферари       | 22         | 0          | 2                      | 2                  | 1          | 159        | 7-ми       |
| 2022  | Формула 1                               | Скудерия Ферари       | 22         | 3          | 9                      | 3                  | 11         | 308        | 2-ри       |
| 2023  | Формула 1                               | Скудерия Ферари       | 22         | 0          | 5                      | 0                  | 6          | 206        | 5-ти       |
| 2024  | Формула 1                               | Скудерия Ферари       | 16         | 2          | 2                      | 2                  | 8          | 217        | 3-ти       |